# Кашинго

Кашинго на карте штата.

Кашинго (порт. Caxingó) — муниципалитет в Бразилии, входит в штат Пиауи. Составная часть мезорегиона Север штата Пиауи. Входит в экономико-статистический микрорегион Литорал-Пиауиенси. Население составляет 5039 человек на 2010 год. Занимает площадь 488,169 км². Плотность населения — 10,32 чел./км².

## Демография
Согласно сведениям, собранным в ходе переписи 2010 г. Национальным институтом географии и статистики (IBGE), население муниципалитета составляет:
| Полное население                               | Полное население                               | Полное население                               | Полное население                               | 5039  |
| ---------------------------------------------- | ---------------------------------------------- | ---------------------------------------------- | ---------------------------------------------- | ----- |
| в том числе:                                   | Городское население                            | 966                                            | Процент городского населения, %                | 19,17 |
|                                                | Сельское население                             | 4073                                           | Процент сельского населения, %                 | 80,83 |
|                                                | Мужское население                              | 2656                                           | Процент мужского населения, %                  | 52,71 |
|                                                | Женское население                              | 2383                                           | Процент женского населения, %                  | 47,29 |
| Плотность населения, чел/км²                   | Плотность населения, чел/км²                   | Плотность населения, чел/км²                   | Плотность населения, чел/км²                   | 10,32 |
| Население муниципалитета в % к населению штата | Население муниципалитета в % к населению штата | Население муниципалитета в % к населению штата | Население муниципалитета в % к населению штата | 0,16  |

По данным оценки 2016 года, население муниципалитета составляет 5279 жителей.

## Статистика
- Валовой внутренний продукт на 2003 год составляет 6 522 807,00 реалов (данные: Бразильский институт географии и статистики).
- Валовой внутренний продукт на душу населения на 2003 год составляет 1398,84 реалов (данные: Бразильский институт географии и статистики).
- Индекс развития человеческого потенциала на 2000 год составляет 0,500 (данные: Программа развития ООН).